# Litwa na Zimowych Igrzyskach Olimpijskich 2010

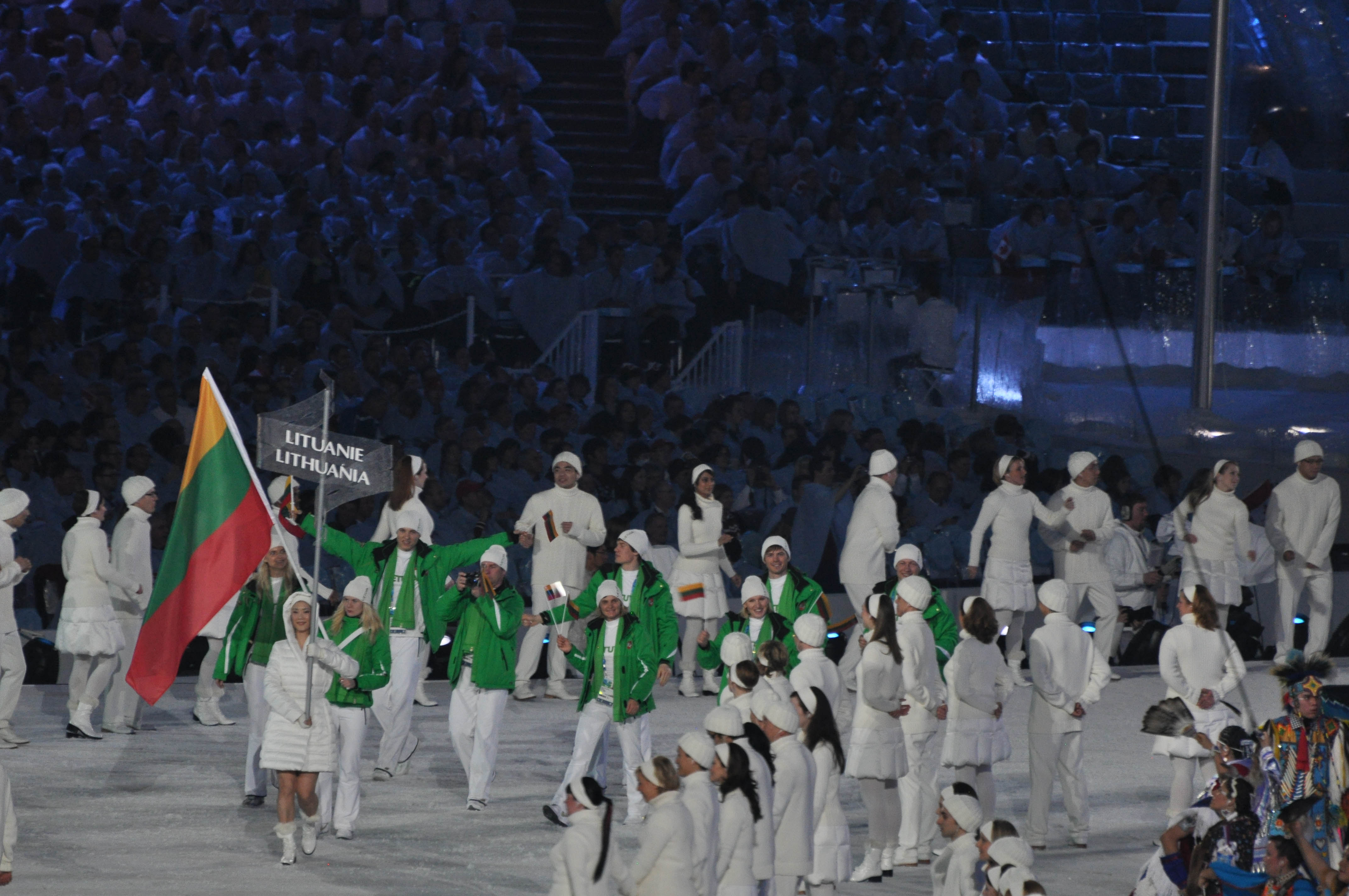
Reprezentacja Litwy podczas ceremonii otwarcia igrzysk olimpijskich w Vancouver

Litwa na Zimowych Igrzyskach Olimpijskich 2010 – występ narodowej reprezentacji Litwy na zimowych igrzyskach olimpijskich w Vancouver w 2010 roku.
W kadrze znalazło się sześcioro zawodników – czterech mężczyzn i dwie kobiety. Wystąpili oni w dziesięciu konkurencjach olimpijskich w trzech dyscyplinach sportowych – biathlonie, biegach narciarskich i narciarstwie alpejskim. Reprezentanci Litwy nie zdobyli medali, ich najlepszym rezultatem w Vancouver było 18. miejsce Modestasa Vaičiulisa i Mantasa Strolii w sztafecie sprinterskiej mężczyzn. Najlepszym miejscem w konkurencjach indywidualnych była 25. pozycja Diany Rasimovičiūtė w biathlonowym sprincie kobiet. Vaičiulis był najmłodszym reprezentantem Litwy na igrzyskach w Vancouver, w dniu otwarcia igrzysk miał 20 lat i 313 dni. Z kolei najstarszą była Rasimovičiūtė (25 lat i 359 dni). Rolę chorążego reprezentacji podczas ceremonii otwarcia pełniła Irina Terentjeva, a podczas ceremonii zamknięcia Mantas Strolia.
Był to siódmy start reprezentacji Litwy na zimowych igrzyskach olimpijskich i czternasty start olimpijski, wliczając w to letnie występy.

## Tło startu

### Występy na poprzednich igrzyskach

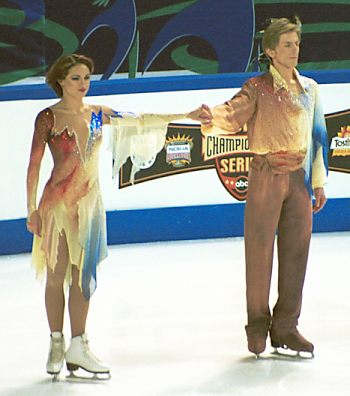
Margarita Drobiazko i Povilas Vanagas – litewska para taneczna

Debiut reprezentacji Litwy na zimowych igrzyskach olimpijskich nastąpił w 1928 roku podczas igrzysk w Sankt Moritz. Wówczas kraj ten reprezentował panczenista Kęstutis Bulota. Kolejny występ Litwy na zimowych igrzyskach nastąpił dopiero w 1992 roku, podczas igrzysk w Albertville. W okresie, gdy Litwa nie była niepodległym państwem, zawodnicy litewscy startowali w barwach Związku Socjalistycznych Republik Radzieckich. Startujący w reprezentacji Wspólnoty Niepodległych Państw hokeista Darius Kasparaitis zdobył na igrzyskach w Albertville złoty medal olimpijski. Kasparaitis jest jedynym Litwinem, który po rozpadzie ZSRR zdobył złoto zimowych igrzysk olimpijskich. Medale zimowych igrzysk olimpijskich w barwach Związku Radzieckiego zdobywali również Algimantas Šalna (złoto w sztafecie biathlonowej podczas igrzysk w Sarajewie w 1984 roku) oraz Vida Vencienė (złoto i brąz w biegach narciarskich na 5 i 10 km podczas igrzysk w Calgary w 1988 roku).
Spośród Litwinów, którzy uczestniczyli w zawodach olimpijskich w barwach Litwy, żaden nie stanął na podium zimowych igrzysk olimpijskich. Przed igrzyskami w Vancouver największymi osiągnięciami zawodników z tego kraju były miejsca uzyskiwane przez parę taneczną Margarita Drobiazko / Povilas Vanagas w łyżwiarstwie figurowym. Trzykrotnie uplasowali się oni w pierwszej dziesiątce zawodów, zajmując ósme miejsce w Nagano (1998), piąte w Salt Lake City (2002) i siódme w Turynie (2006). W latach 1928–2006 reprezentacja Litwy wystąpiła na igrzyskach olimpijskich w pięciu dyscyplinach sportowych – biathlonie, biegach narciarskich, łyżwiarstwie figurowym, łyżwiarstwie szybkim i narciarstwie alpejskim.
W edycjach letnich reprezentacja Litwy zdobyła w latach 1924–2008 szesnaście medali olimpijskich – cztery złote, cztery srebrne i osiem brązowych.

### Występy w sezonie przedolimpijskim
W lutym 2009 roku Litwa wysłała jednego reprezentanta na alpejskie mistrzostwa świata w Val d’Isère. W składzie znalazł się Tomas Endriukaitis. Wystąpił w rundach kwalifikacyjnych w slalomie i slalomie gigancie mężczyzn, zajmując 58. w tej rundzie w slalomie gigancie i nie przystępując do pierwszego przejazdu w slalomie.
W sezonie przedolimpijskim odbyły się również mistrzostwa świata w biathlonie w Pjongczangu. Jedyną reprezentantką Litwy w tych zawodach była Diana Rasimovičiūtė, która wystąpiła w czterech konkurencjach – zajęła 11. miejsce w sprincie, 28. w biegu masowym, 31. w biegu pościgowym i 47. w biegu indywidualnym. 
Czteroosobowa reprezentacja Litwy wzięła udział w rozegranych w lutym 2009 roku w Libercu mistrzostwach świata w narciarstwie klasycznym. W składzie znaleźli się: Modestas Vaičiulis, Aleksėjus Novoselskis, Mantas Strolia i Irina Terentjeva. Novoselskis i Strolia zajęli 21. miejsce w sztafecie sprinterskiej, w zmaganiach indywidualnych najlepszym rezultatem było 49. miejsce Vaičiulisa w sprincie. Ponadto Terentjeva zajęła 51. miejsce w biegu na 30 km i 54. w sprincie, Novoselskis – 59. miejsce w sprincie, a Strolia – 60. miejsce w sprincie i 73. miejsce w biegu na 15 km.
Litwini zaprezentowali się także podczas przeprowadzonych w marcu 2009 roku mistrzostw świata w łyżwiarstwie figurowym w Los Angeles. W zawodach tych wystąpiła para Katherine Copely / Deividas Stagniūnas (14. miejsce w parach tanecznych) oraz Saulius Ambrulevičius (49. miejsce wśród solistów) i Beatričė Rožinskaitė (48. miejsce wśród solistek).

### Wybór reprezentantów
Na niecały rok przed igrzyskami w Vancouver Litewski Narodowy Komitet Olimpijski podjął decyzję o uczestnictwie Litwy w igrzyskach. Wcześniej, z uwagi na problemy finansowe, rozważano, aby nie brać udziału w imprezie.
W maju 2009 roku komitet olimpijski podał proponowane nazwiska ośmiorga reprezentantów Litwy na igrzyska w Vancouver. Wśród wytypowanych sportowców, którzy spełnili stawiane im wymogi kwalifikacyjne, byli: narciarze Modestas Vaičiulis, Aleksėjus Novoselskis, Mantas Strolia, Vitalij Rumiancev i Irina Terentjeva, biathlonistka Diana Rasimovičiūtė oraz łyżwiarze figurowi Katherine Copely i Deividas Stagniūnas.
Pomimo zdobycia kwalifikacji olimpijskiej, para taneczna Copely / Stagniūnas ostatecznie nie pojechała na igrzyska. Ówczesna prezydent Litwy, Dalia Grybauskaitė odmówiła przyznania Copely litewskiego obywatelstwa, argumentując swoją decyzję tym, że wobec niespełnienia przez zawodniczkę odpowiednich wymogów przyznanie obywatelstwa byłoby naruszeniem konstytucji. Z tego powodu zawodniczka nie mogła reprezentować Litwy na igrzyskach olimpijskich.

### Prawa transmisyjne
Prawa do transmisji zimowych igrzyskach olimpijskich w Vancouver miał publiczny nadawca radiowo-telewizyjny na Litwie, Lietuvos Nacionalinis Radijas ir Televizija, będący członkiem Europejskiej Unii Nadawców. Transmisje prowadziły stacje o zasięgu ogólnokrajowym LTV i LTV2. Ponadto transmisje za pośrednictwem telewizji kablowej i satelitarnej oraz transmisje internetowe prowadziła stacja Eurosport.

### Delegacja olimpijska
Poza sześcioosobową kadrą sportowców, delegację olimpijską Litwy na igrzyska w Vancouver stanowili: Artūras Poviliūnas – przewodniczący Litewskiego Narodowego Komitetu Olimpijskiego, Vytautas Zubernis – wiceprzewodniczący i sekretarz generalny komitetu olimpijskiego, Vida Venecienė – szef misji olimpijskiej, Jonas Domanskis – attaché olimpijski, Lina Vaisetatitė – rzeczniczka komitetu, Dalius Barkauskas – lekarz kadry olimpijskiej, Arūnas Daugirdas – przewodniczący Litewskiego Związku Biathlonu, Paulius Agūnas – przewodniczący Litewskiego Związku Narciarskiego, a także trenerzy: Jurijus Švecovas, Igoris Terentjevas i Kazimiera Strolienė.

### Wyjazd na igrzyska
Biegacze narciarscy (Irina Terentjeva, Aleksėjus Novoselskis, Mantas Strolia i Modestas Vaičiulis) wraz z trenerami (Igoris Terentjevas i Kazimiera Strolienė) wyruszyli w drogę do Vancouver 1 lutego 2010 roku, biathlonistka Diany Rasimovičiūtė wyjechała 9 lutego, a narciarz alpejski Vitalij Rumiancev wraz ze swoim trenerem Jurijusem Švecovasem wyruszył do Kanady 16 lutego.
Cała litewska delegacja olimpijska zamieszkała w hotelu „Fairmont” w pobliżu wioski olimpijskiej w Whistler.

### Znaczki okolicznościowe
W ramach upamiętnienia występu litewskiej reprezentacji na igrzyskach w Vancouver Poczta Litewska (lit. Lietuvos paštas) wyemitowała serię znaczków pocztowych. Znaczki sprzedawane były w cenie 2,45 litów, każdy bloczek miał wymiar 8,3 cm x 19,6 cm. Projekt autorstwa H. Ratkevičiusa przedstawiał wizerunek narciarza alpejskiego, po jego prawej stronie umieszczone było logo igrzysk w Vancouver, nad i pod nim barwy litewskie, a także napisy: LIETUVA (u góry) i XXI žiemos olimpinės žaidynės (u dołu).

## Skład reprezentacji
Spośród piętnastu dyscyplin sportowych, które Międzynarodowy Komitet Olimpijski włączył do kalendarza igrzysk, reprezentacja Litwy wzięła udział w trzech. W biegach narciarskich kadra liczyła czworo sportowców, a w narciarstwie alpejskim i biathlonie po jednym. Dla czworga zawodników był to kolejny występ olimpijski, dla dwóch sportowców – Mantasa Strolii i Modestasa Vaičiulisa – start w Vancouver był debiutem olimpijskim.
| Biathlon (1)              |                  |                                      |                                     |                                 |                           |                          |                     |        |
| Zawodnik                  | Data urodzenia   | Miejsca na ZIO 2006                  | Miejsca na ZIO 2006                 | Miejsca na ZIO 2006             | Miejsca na ZIO 2006       | Miejsca na ZIO 2006      | Miejsca na ZIO 2006 | Źródło |
| Zawodnik                  | Data urodzenia   | sprint                               | bieg pościgowy                      | bieg masowy                     | bieg indywidualny         | sztafeta                 | sztafeta            | Źródło |
| Diana Rasimovičiūtė       | 25 lutego 1984   | 18                                   | 27                                  | –                               | 66                        | –                        | –                   | [ 44 ] |
| Biegi narciarskie (4)     |                  |                                      |                                     |                                 |                           |                          |                     |        |
| Zawodnik                  | Data urodzenia   | Miejsca na ZIO 2006                  | Miejsca na ZIO 2006                 | Miejsca na ZIO 2006             | Miejsca na ZIO 2006       | Miejsca na ZIO 2006      | Miejsca na ZIO 2006 | Źródło |
| Zawodnik                  | Data urodzenia   | sprint indywidualny technika dowolna | sprint drużynowy technika klasyczna | indywidualny technika klasyczna | indywidualny bieg łączony | indywidualny bieg masowy | sztafeta            | Źródło |
| Aleksėjus Novoselskis     | 2 lutego 1985    | 59                                   | –                                   | DNF                             | DNF                       | –                        | –                   | [ 45 ] |
| Mantas Strolia            | 28 lutego 1986   | –                                    | –                                   | –                               | –                         | –                        | –                   | [ 46 ] |
| Irina Terentjeva          | 30 czerwca 1984  | 37                                   | –                                   | DNF                             | 53                        | –                        | –                   | [ 47 ] |
| Modestas Vaičiulis        | 11 kwietnia 1989 | –                                    | –                                   | –                               | –                         | –                        | –                   | [ 48 ] |
| Narciarstwo alpejskie (1) |                  |                                      |                                     |                                 |                           |                          |                     |        |
| Zawodnik                  | Data urodzenia   | Miejsca na ZIO 2006                  | Miejsca na ZIO 2006                 | Miejsca na ZIO 2006             | Miejsca na ZIO 2006       | Miejsca na ZIO 2006      | Miejsca na ZIO 2006 | Źródło |
| Zawodnik                  | Data urodzenia   | zjazd                                | supergigant                         | slalom gigant                   | slalom                    | kombinacja               | kombinacja          | Źródło |
| Vitalij Rumiancev         | 15 marca 1985    | –                                    | –                                   | DSQ                             | 44                        | –                        | –                   | [ 49 ] |

### Statystyki według dyscyplin
| Lp      | Dyscyplina            | Mężczyźni | Kobiety | Łącznie |
| ------- | --------------------- | --------- | ------- | ------- |
| 1       | Biathlon              | –         | 1       | 1       |
| 2       | Biegi narciarskie     | 3         | 1       | 4       |
| 3       | Narciarstwo alpejskie | 1         | –       | 1       |
| Łącznie | Łącznie               | 4         | 2       | 6       |

## Udział w ceremoniach otwarcia i zamknięcia igrzysk

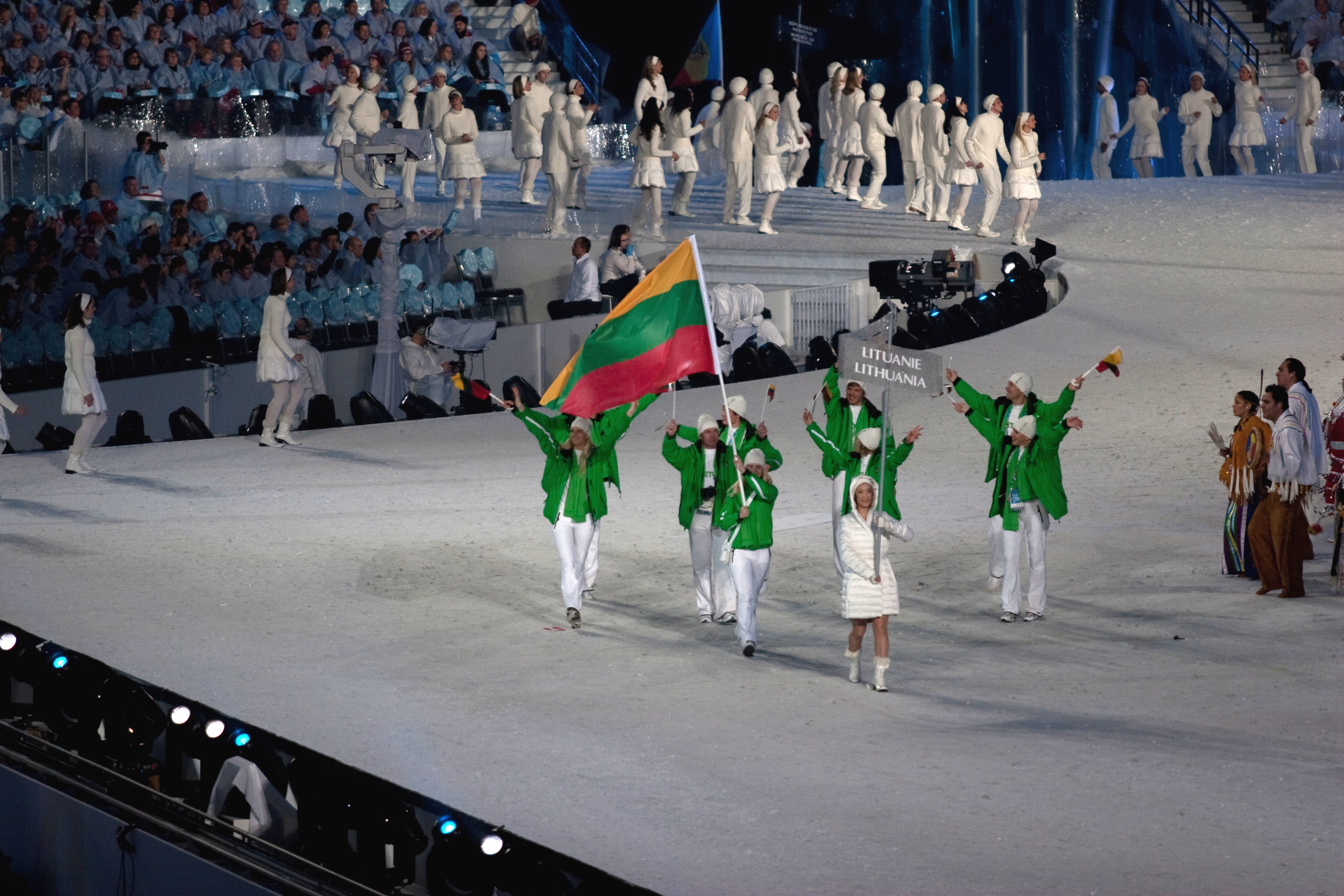
Reprezentacja Litwy podczas ceremonii otwarcia igrzysk olimpijskich w Vancouver

Rolę chorążego reprezentacji Litwy podczas ceremonii otwarcia zimowych igrzysk olimpijskich w Vancouver, przeprowadzonej 12 lutego 2010 roku w hali BC Place Stadium, pełniła biegaczka Irina Terentjeva. Reprezentacja Litwy weszła na stadion olimpijski jako 50. w kolejności – pomiędzy ekipami z Liechtensteinu i Maroka. 
Podczas ceremonii zamknięcia, zorganizowanej 28 lutego 2010 roku, flagę Litwy niósł biegacz narciarski Mantas Strolia.

## Wyniki

### Biathlon

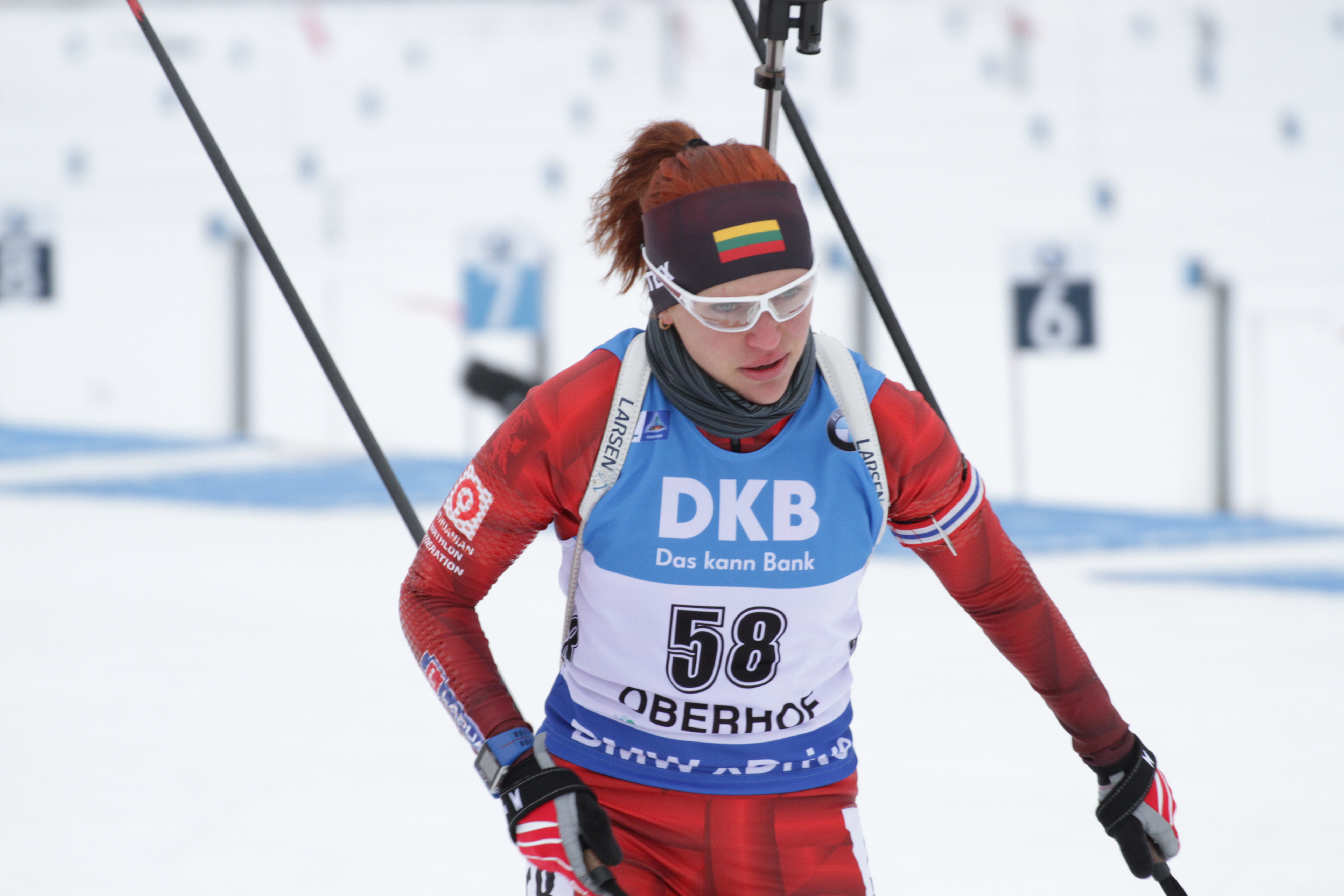
Diana Rasimovičiūtė – reprezentantka Litwy w biathlonie

Zawody olimpijskie w biathlonie na igrzyskach w Vancouver przeprowadzono w dniach 13–26 lutego 2010 roku w Whistler. Reprezentacja Litwy liczyła jedną zawodniczkę – Dianę Rasimovičiūtė, która wystąpiła w trzech konkurencjach rozegranych od 13 do 18 lutego.
Pierwszym startem zawodniczki był występ w sprincie, w którym zajęła 25. miejsce w gronie 88 zawodniczek. W biegu pościgowym na 10 km uplasowała się na 34. pozycji wśród 57 sklasyfikowanych biathlonistek. Zaprezentowała się również w biegu indywidualnym na 15 km, 31. miejsce pośród 86 zawodniczek. W zawodach tych osiągnęła 13. czas biegu (nie licząc kar za pudła na strzelnicy), ex aequo z Francuzką Sylvie Becaert. 
| Konkurencja                      | Zawodnik            | Wynik   | Wynik   | Miejsce |
| Konkurencja                      | Zawodnik            | Czas    | Pudła   | Miejsce |
| -------------------------------- | ------------------- | ------- | ------- | ------- |
| Sprint kobiet – 7,5 km           | Diana Rasimovičiūtė | 21:11,2 | 1+1     | 25.     |
| Bieg pościgowy kobiet – 10 km    | Diana Rasimovičiūtė | 33:58,4 | 0+0+3+2 | 34.     |
| Bieg indywidualny kobiet – 15 km | Diana Rasimovičiūtė | 44:13,2 | 1+0+1+1 | 31.     |

### Biegi narciarskie

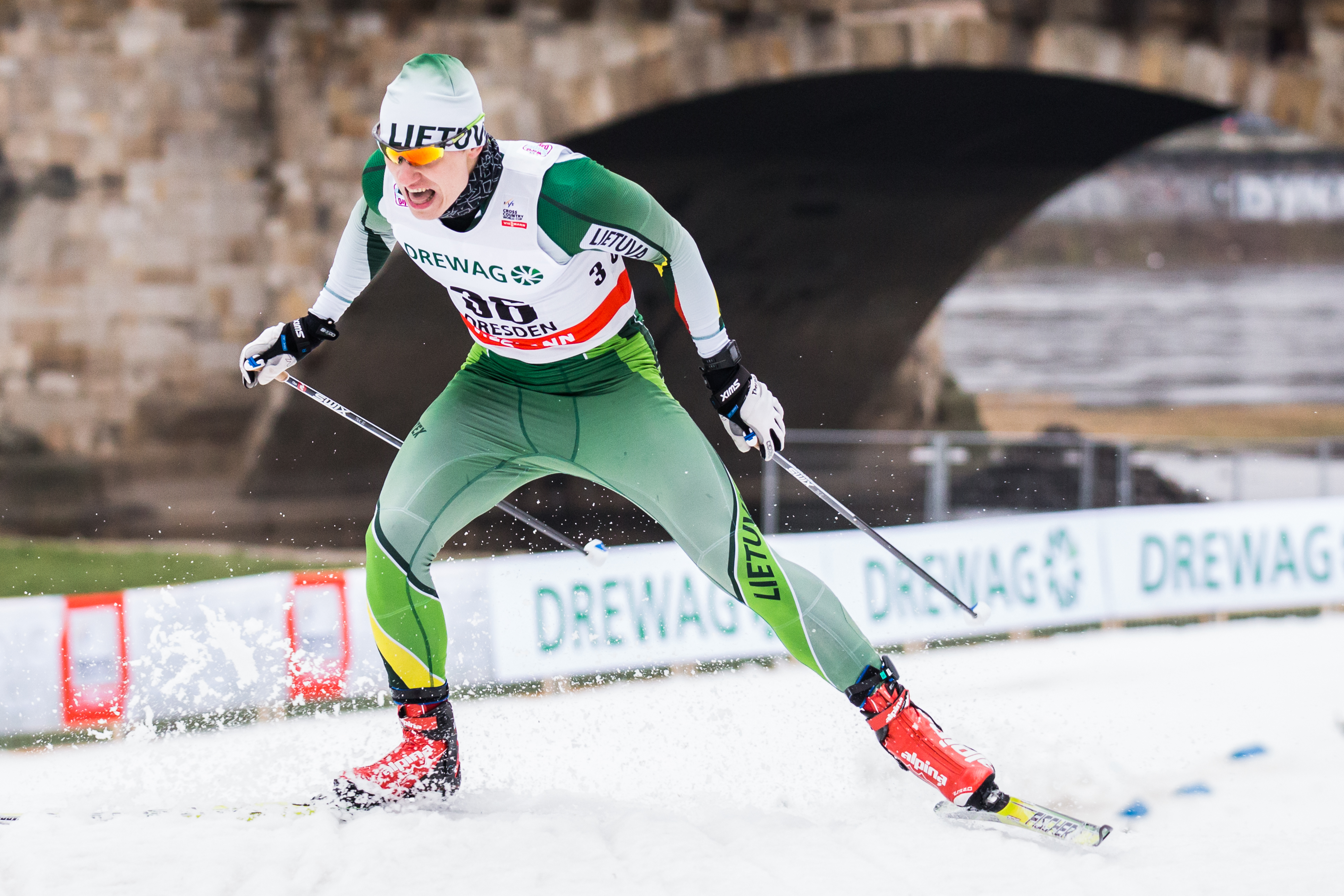
Modestas Vaičiulis – reprezentant Litwy w biegach narciarskich

Konkurencje biegowe na igrzyskach w Vancouver rozegrane zostały między 15 a 28 lutego 2010 roku w Whistler. Reprezentanci Litwy zaprezentowali się w biegach indywidualnych techniką dowolną (10 km kobiet i 15 km mężczyzn), które odbyły się 15 lutego oraz sprintach – indywidualnych kobiet i mężczyzn i sztafecie sprinterskiej mężczyzn.
W kadrze znalazło się czworo zawodników – trzech mężczyzn i jedna kobieta. Konkurencje z udziałem Litwinów odbyły się w dniach 15–22 lutego. 
Indywidualnie najlepszy rezultat uzyskał Mantas Strolia, zajmując 46. miejsce w sprincie mężczyzn. W konkurencji tej Aleksėjus Novoselskis był 53., a jedno miejsce niżej uplasował się Modestas Vaičiulis. W biegu indywidualnym kobiet Irina Terentjeva została sklasyfikowana na 63. miejscu w gronie 77 zawodniczek. Do mistrzyni olimpijskiej, zwyciężczyni biegu – Charlotte Kalli – straciła 3 min 53,8 s. W biegu mężczyzn Aleksėjus Novoselskis zajął 71. miejsce wśród 95 biegaczy. Do mistrza olimpijskiego, Dario Cologni stracił 4 min 25,3 s. W sztafecie sprinterskiej mężczyzn Litwini odpadli w półfinale, zajmując 18. miejsce w stawce 20 sklasyfikowanych zespołów. 
| Konkurencja                                               | Zawodnik                          | Kwalifikacje | Kwalifikacje | Ćwierćfinały | Ćwierćfinały | Półfinały | Półfinały | Finały  | Finały  |
| Konkurencja                                               | Zawodnik                          | Czas         | Miejsce      | Czas         | Miejsce      | Czas      | Miejsce   | Czas    | Miejsce |
| --------------------------------------------------------- | --------------------------------- | ------------ | ------------ | ------------ | ------------ | --------- | --------- | ------- | ------- |
| Bieg indywidualny kobiet – 10 km techniką dowolną         | Irina Terentjeva                  | —            | —            | —            | —            | —         | —         | 28:52,2 | 63.     |
| Bieg indywidualny mężczyzn – 15 km techniką dowolną       | Aleksėjus Novoselskis             | —            | —            | —            | —            | —         | —         | 31:25,1 | 71.     |
| Sprint kobiet – 1,5 km techniką klasyczną                 | Irina Terentjeva                  | 4:04,47      | 49.          | NQ           | NQ           | NQ        | NQ        | NQ      | 49.     |
| Sprint mężczyzn – 1,5 km techniką klasyczną               | Aleksėjus Novoselskis             | 3:51,70      | 53.          | NQ           | NQ           | NQ        | NQ        | NQ      | 53.     |
| Sprint mężczyzn – 1,5 km techniką klasyczną               | Mantas Strolia                    | 3:47,17      | 46.          | NQ           | NQ           | NQ        | NQ        | NQ      | 46.     |
| Sprint mężczyzn – 1,5 km techniką klasyczną               | Modestas Vaičiulis                | 3:52,10      | 54.          | NQ           | NQ           | NQ        | NQ        | NQ      | 54.     |
| Sztafeta sprinterska mężczyzn – 6x1,6 km techniką dowolną | Modestas Vaičiulis Mantas Strolia | —            | —            | —            | —            | 19:43,1   | 9.        | NQ      | 18.     |

### Narciarstwo alpejskie

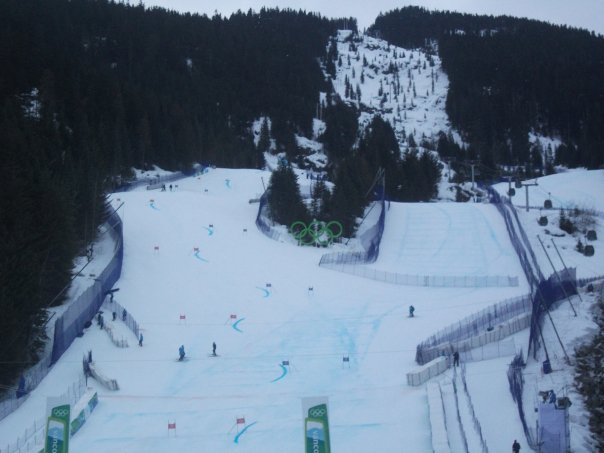
Whistler Creekside – arena zmagań narciarzy alpejskich podczas igrzysk olimpijskich w Vancouver

Rywalizacja olimpijska w narciarstwie alpejskim na igrzyskach w Vancouver odbyła się w dniach 15–27 lutego 2010 w Whistler Creekside. Reprezentację Litwy stanowił jeden zawodnik, Vitalij Rumiancev, który wystartował w slalomie i slalomie gigancie – konkurencjach przeprowadzonych między 23 a 27 lutego.
Pierwszą konkurencją alpejską na igrzyskach w Vancouver, w której wziął udział reprezentant Litwy, był slalom gigant mężczyzn, rozegrany 23 lutego. Rumiancev w pierwszym przejeździe uzyskał 68. czas w gronie 89 sklasyfikowanych zawodników, w drugim był 59. na 81 zawodników. Łącznie dało mu to 59. miejsce ze stratą 18,96 s do mistrza olimpijskiego, Szwajcara Carlo Janki. 27 lutego odbyły się zawody w slalomie. Uczestniczący w zawodach Rumiancev nie ukończył pierwszego przejazdu, w efekcie nie został sklasyfikowany.
| Konkurencja            | Zawodnik          | Przejazd 1 | Przejazd 1 | Przejazd 2 | Przejazd 2 | Łącznie | Łącznie |
| Konkurencja            | Zawodnik          | Czas       | Miejsce    | Czas       | Miejsce    | Czas    | Miejsce |
| ---------------------- | ----------------- | ---------- | ---------- | ---------- | ---------- | ------- | ------- |
| Slalom mężczyzn        | Vitalij Rumiancev | DNF        | DNF        | DNS        | DNS        | DNF1    | DNF1    |
| Slalom gigant mężczyzn | Vitalij Rumiancev | 1:27,27    | 68.        | 1:29,52    | 59.        | 2:56,79 | 59.     |